# Anaciaeschna isoceles
Anaciaeschna isoceles là loài chuồn chuồn trong họ Aeshnidae. Loài này được Müller mô tả khoa học đầu tiên năm 1767.